# Amersham
Amersham est une ville du Royaume-Uni. Elle est située dans le comté du Buckinghamshire.

## Histoire
Le HMS Magpie est parrainé par la communauté civile de Amersham pendant la campagne nationale du Warship Week (semaine des navires de guerre) en mars 1942. Il est un sloop britannique, de la classe Black Swan modifiée construit pour la Royal Navy.

## Transports en commun

### Métro
La gare de Amersham est servie aussi par une ligne du métro londonien, la Metropolitan line. Depuis 1961, cette ligne a son terminus dans cette gare ; avant cette date, la ligne continuait jusqu’à Aylesbury.

## Personnalités liées
- Peter William Atkins (1940-), chimiste britannique, professeur de chimie à l'université d'Oxford, y est né ;
- George Curzon (1898-1976), acteur, y est né ;
- Samir Aissaoui (1985-), économiste, y a vécu;
- Cindy Gallop (1960-) publicitaire anglaise y est née ;
- Adam Godley (1964-), acteur, y est né ;
- Simon Langton (1941-), réalisateur et producteur de télévision, y est né ;
- Roger Moore (1927-2017) acteur anglais y a fait ses études ;
- Bill Pertwee (1926-2013), acteur, y est né ;
- Sir Tim Rice (1944-),un parolier et présentateur de radio britannique, connu pour ses collaborations avec Andrew Lloyd Webber, y est né ;
- Paul Schöffler (1897-1977), baryton-basse autrichien d'origine allemande, y est mort ;
- Francesco Ticciati (1893-1949), compositeur, pianiste, professeur de musique classique et conférencier italien, y est mort ;
- Harry Watt (1906-1987), scénariste et réalisateur britannique, y est mort.
- Liam Payne (1993-2024), y est enterré

## Jumelages
- Bensheim (Allemagne) depuis 1977[1]
- Krynica-Zdrój (Pologne)